# Cylindroleberididae
Los cilindroleberídidos (Cylindroleberididae) son una familia de crustáceos ostracodos que presentan una gran diversidad morfológica. La característica que los define son las 7 a 8 pares de branquias foliáceas que poseen en la parte posterior del cuerpo. Otras características comunes a todas las especies de la familia son unas "barbas de ballena" en ambos maxilares y un quinto miembro, un coxal en forma de espada (endito en la mandíbula), y cerdas trienides basalmente en la mandíbula.
Las especies de las Cylindroleberididae habitan áreas marinas, tanto en aguas superficiales como profundas habiéndose encontrado ejemplares a más de 4,5 km de profundidad. Hay 219 especies descriptas, muchas de las cuales tienen una longitud de unos 2 mm. Al igual que sucede con muchos animales marinos pequeños, se estima que todavía existen numerosas especies que no han sido descubiertas. Una llave taxonómica interactiva para identificar especies puede ser consultada en http://researchdata.museum.vic.gov.au/marine/ostracods/InteractiveKey.htm.
Un fósil recientemente descubierto en el cual se han preservado sus partes blandas ha sido asignado a las Cylindroleberididae. El fósil que parece tener branquias, tendría más de 400 millones de años.